# Droga wojewódzka nr 168
Droga wojewódzka nr 168 (DW168) – droga wojewódzka w woj. zachodniopomorskim o długości 24 km łącząca drogę nr 165 w Mostowie z drogą nr 205 w Drzewianach. Droga przebiega w całości przez powiat koszaliński, na całej długości posiada klasę techniczną Z.
12 marca 2020 z przebiegu DW168 został wyłączony odcinek o długości 17,353 km pomiędzy Czaczem a Wyszewem.